# Asota queenslandica
Asota queenslandica là một loài bướm đêm trong họ Erebidae.